# Gowdalli, Somvarpet
Gowdalli là một làng thuộc tehsil Somvarpet, huyện Kodagu, bang Karnataka, Ấn Độ.